# Хакберг, Виктор
Карл Виктор Энгельбрект Хакберг (швед. Karl Viktor Engelbrekt Hackberg; 13 августа 1891, Хускварна — 5 ноября 1968, Хускварна) — шведский легкоатлет, выступавший в метании молота и десятиборье. Участник летних Олимпийских игр 1912 года.

## Биография
Виктор Хакберг родился 13 августа 1891 года в шведском городе Хускварна (сейчас район городе Йёнчёпинг).
Выступал в легкоатлетических соревнованиях за клуб «Хускварна».
В 1912 году вошёл в состав сборной Швеции на летних Олимпийских играх в Стокольме. В метании молота занял в квалификации последнее, 13-е место, показав результат 38,44 метра и уступив 9,73 метра попавшему в финал с 3-го места Кларенсу Чайлдсу из США. В десятиборье выбыл из борьбы после третьего вида программы — толкания ядра.
Умер 5 ноября 1968 года в Хускварне.

## Личный рекорд
- Метание молота — 46,37 (1933)[1]